# 汤显祖
汤显祖（1550年9月24日—1616年7月29日），字义仍，号海若、若士，晚号茧翁，別署清远道人，室名玉茗堂。江西临川縣人。明代政治家、文學家、戏曲家、教育家。万历十一年（1583年）癸未科進士，歷任南京太常寺博士、詹事府主簿、南京刑部主事、南京禮部祠祭清吏司主事，謫廣東徐聞縣典史、浙江遂昌縣知縣。其戲曲非常知名，乃與莎士比亚同期及影響力相若的偉大劇作家，也有“东方的莎士比亚”之称。与王鏊、唐顺之、瞿景淳、归有光等並稱明朝舉業八大家。

## 生平
汤显祖出生于书香门第，祖父湯懋昭好老庄、喜谈神仙，父親湯尚賢為人嚴正，从小便饱读诗书，性格刚正不阿。隆慶四年（1570年）江西鄉試第八名举人，万历五年（1577年）汤显祖进京赶考，因不肯接受首輔张居正的拉拢，结果两次落第。万历八年（1580年）汤显祖第四次往北京参加春试。张居正三子张懋修去看望汤显祖，汤显祖也曾回访而不遇。直到万历十一年（1583年）他33岁时，即张居正死后次年，才考中万历十一年（1583年）癸未科會試第六十五名，三甲二百十一名進士。。
汤显祖中了进士后，仍不肯趋附新任首辅申时行，故仅能在南京任虚职。在职期间，与顾宪成、高攀龙等东林党人交往甚密。万历十九年（1591年）他又写了《论辅臣科臣疏》，揭发时政积弊，抨击朝廷，弹劾大臣，因而触怒了明神宗。之后被谪迁广东徐闻典史。后又调任浙江遂昌知县。汤显祖在地方为官清廉，体恤民情，深得民心，但最终还是因不满朝政腐败，于万历二十六年（1598年）弃官回乡，在临川建了一座闲居，号玉茗堂，从此致力于戏剧和文学创作活动，终其一生。

## 主要作品
汤显祖著有《紫箫记》（后改为《紫钗记》）、《牡丹亭》（又名《还魂记》）、《南柯记》、《邯郸记》，诗文《玉茗堂文集》、《玉茗堂尺牍》、《红泉逸草》、《问棘邮草》，小说《续虞初新志》等。
因《牡丹亭》、《紫钗记》、《南柯记》、《邯郸记》这四部戏都与“梦”有关，所以被合称为“临川四梦”，又稱「玉茗堂四梦」。「玉茗堂四梦」都以“爱情”为主题。这四部戏中最出色的是《牡丹亭》，写一个女孩因情而死，又因情而复生的故事。在《牡丹亭》之前，中国最具影响的爱情题材戏剧作品是《西厢记》。而《牡丹亭》一问世，便令《西厢记》减色不少。

### 戏剧
- 《紫箫记》，大约创作于1577年，却因被认为影射时政而辍笔。十年后又改为《紫钗记》。
- 1598年弃官返乡后作《还魂记》，即《牡丹亭》，描写了少女杜丽娘与年轻书生柳梦梅在梦中相爱，醒后寻梦不得，抑郁而终。其后柳梦梅掘坟开棺，杜丽娘复活，与书生成婚。
- 1600年作《南柯记》。
- 1601年作《邯郸记》。

### 诗文
- 《红泉逸草》
- 《问棘邮草》
- 《玉茗堂詩》
- 《玉茗堂賦》
- 《玉茗堂文》
- 《玉茗堂尺牍》
- 《海若先生文》( 又名《湯海若先生制藝》)

## 思想
汤显祖曾从泰州学派罗汝芳读书，后又受李贽的思想影响；并和僧人达观相友善，晚年滋长了佛教、道教的出世思想；在戏曲创作方面，反对拟古和拘泥于格律，与沈璟过于讲求声律对立。
湯顯祖讚賞李贄的學說，拒絕摹擬，反對「文必秦漢，詩必盛唐」的文學復古主張，認為佳作不應「步趨形似」，提倡表現個人直覺，作品是「不思而至」的自然表現，作品往往「怪怪奇奇」，不可預測。湯顯祖認為「奇士」的作品自然出類拔萃，此說與李贄的「童心說」相似。

## 家族
曾祖父湯瑄。祖父湯懋昭（号酉塘）、祖母魏氏，伯父湯尚質，父亲湯尚賢；母吴氏。具庆下。弟儒祖、鳳祖、會祖、良祖。
元配吴氏，生長子湯士蘧。继配傅氏、趙氏，生三子湯開遠，四子湯開先。其家族墓地在江西省撫州市文昌里灵芝园内。

## 紀念
- 湯顯祖墓：江西省撫州市臨川區文昌街道大公東路，文昌橋東端南側靈芝山
- 湯顯祖衣冠冢(1982)：江西省撫州市臨川區學府路人民公園內的湯顯祖墓，則是1982年修建的衣冠冢
- 湯顯祖紀念館(1995)：江西省撫州市臨川區文昌街道文昌大道1325號
- 遂昌湯顯祖紀念館(1995)：浙江省麗水市遂昌縣北街4弄14號

## 评价
王思任點評湯顯祖刻畫人物性格“無不從筋節竅髓，以探其七情生動之微也”。汤显祖与英国的莎士比亚同时期，所以也被现代人称为“中國的莎士比亚”或“東方莎士比亞”。1946年，赵景深的《汤显祖与莎士比亚》，提到汤显祖和莎士比亚的五个相同点：一是生卒年相同，二是同在戏曲界占有最高的地位，三是创作内容都善于取材他人著作，四是不守戏剧创作的清规戒律，五是剧作最能哀怨动人。
1959年，田汉到江西临川拜访“汤家玉茗堂碑”，作诗：“杜丽如何朱丽叶，情深真已到梅根。何当丽句锁池馆，不让莎翁在故村。”提出汤显祖与莎士比亚旗鼓相当，杜丽娘与朱丽叶不相上下。
1964年，徐朔方的《汤显祖与莎士比亚》，指出汤显祖与莎士比亚时代相同，但具体的戏剧创作传统不同，前者依谱按律填写诗句曲词，后者则以话剧的开放形式施展生花妙笔，认为汤显祖的创作空间与难度更大。1986年到1987年，徐朔方两次钻研了汤显祖与莎士比亚，联系剧作家与中西历史文化发展的关系，指出汤显祖生活的明朝封建社会，比起莎士比亚的伊丽莎白一世时代而言，要封闭落后得多，故而汤显祖塑造出《牡丹亭》里杜丽娘敢于追求自身幸福的人物，更是难能可贵。　

## 扩展阅读
- （英文） Owen, Stephen, "Tang Xian-zu, Peony Pavilion: Selected Acts," in Stephen Owen, ed. An Anthology of Chinese Literature: Beginnings to 1911. New York: W. W. Norton, 1997. p. 880-906( （页面存档备份，存于）).

[在维基数据编辑]
 在维基文库阅读此作者作品（ 在维基共享资源阅览影像）
 《明史卷二百三十》，出自《明史》